# Julius von Szymanowski

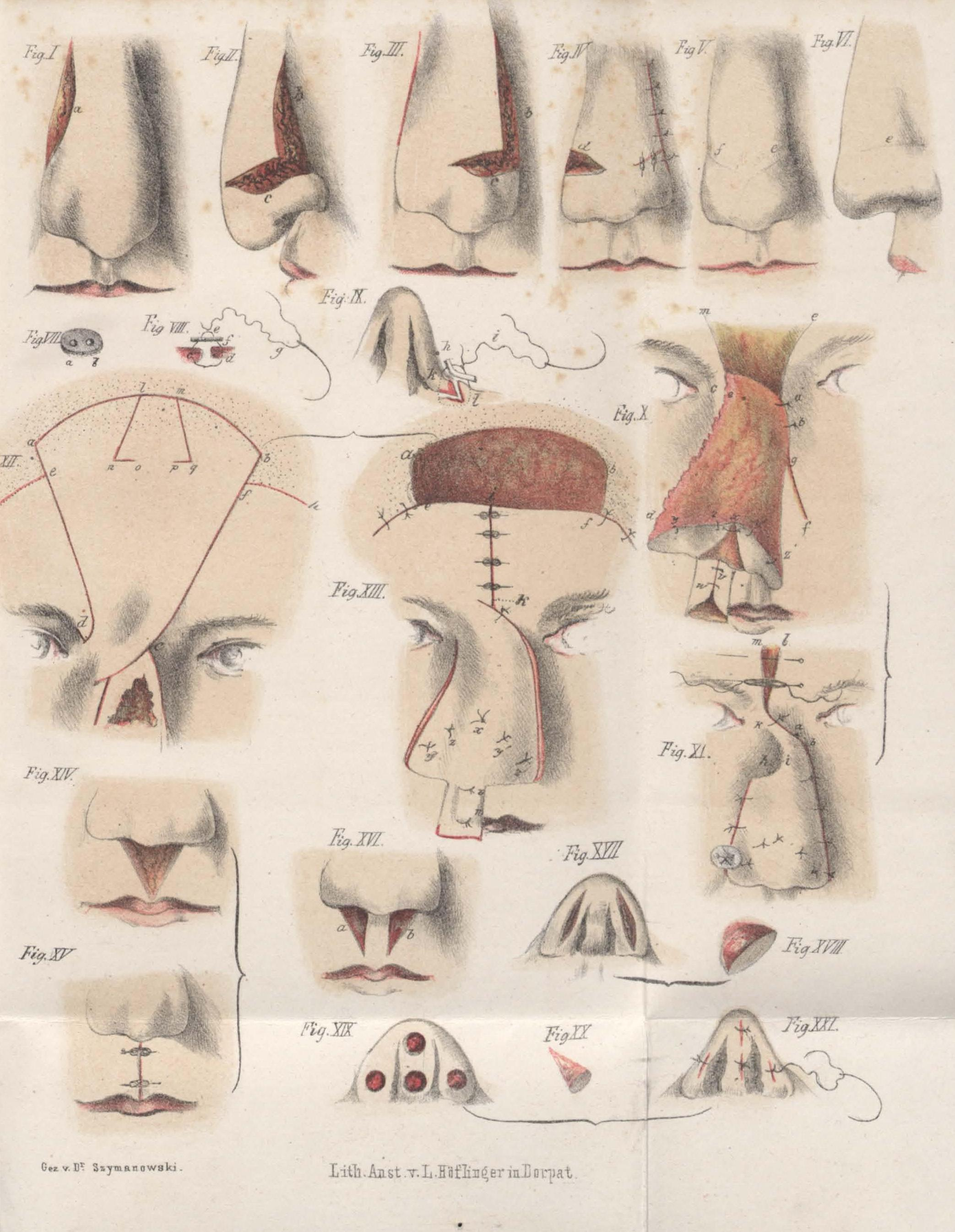
Tablica z pracy Szymanowskiego poświęconej operacjom plastycznym nosa

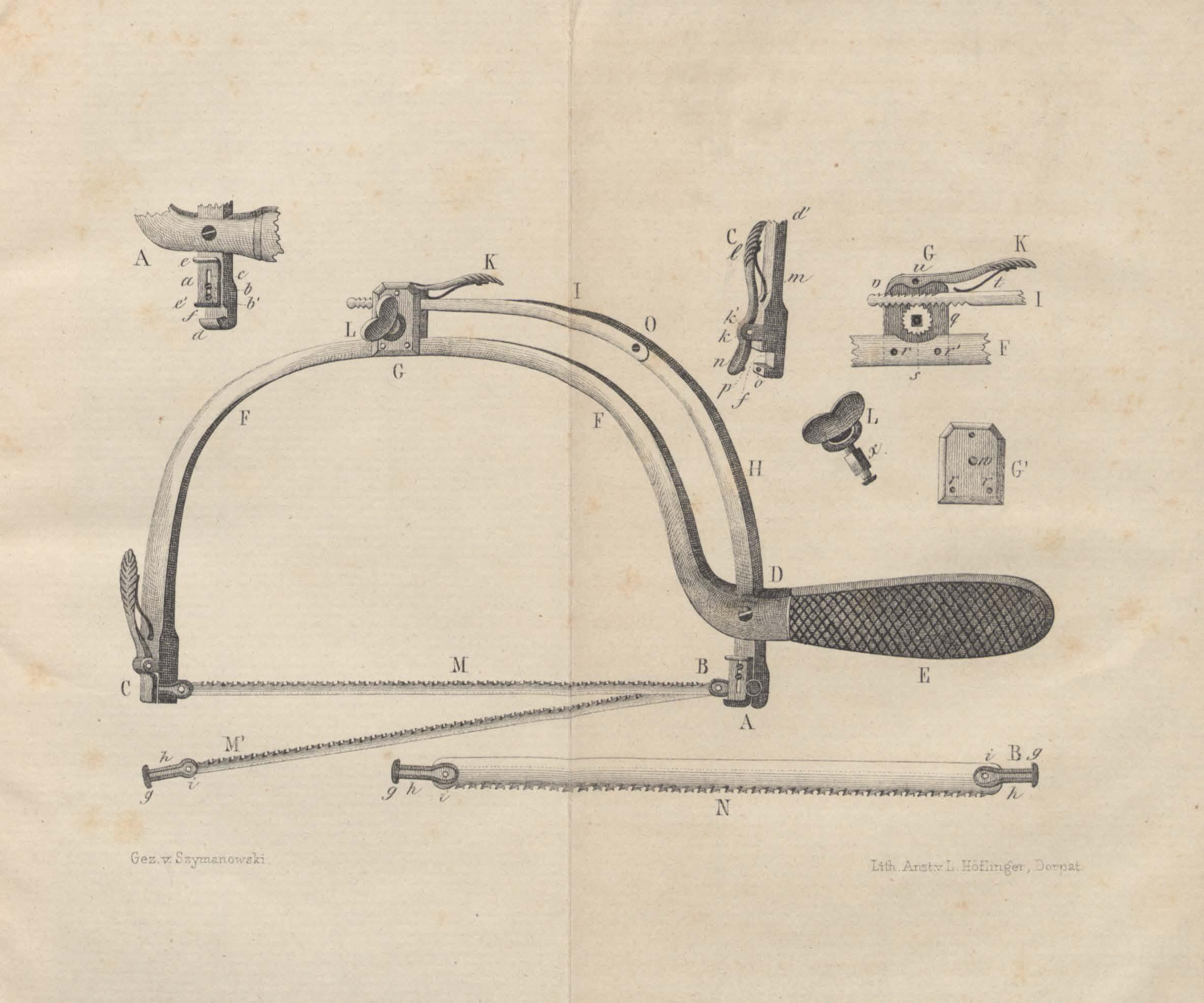
Piłka chirurgiczna wynaleziona przez Szymanowskiego

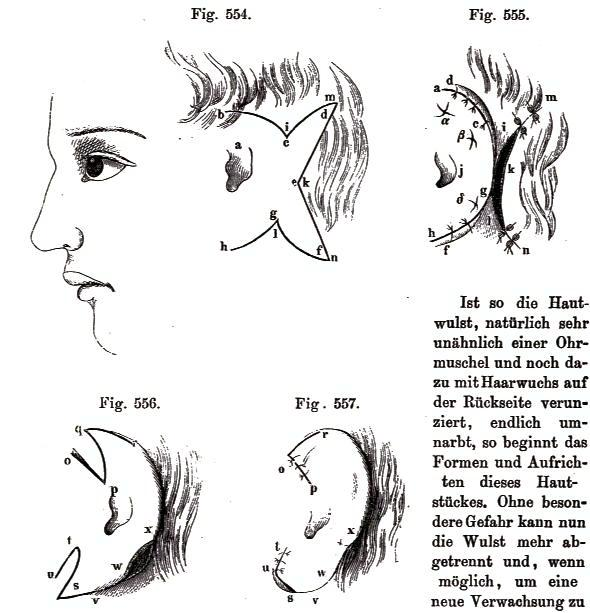
Ilustracja z podręcznika Szymanowskiego, przedstawiająca technikę rekonstrukcji niewykształconej małżowiny usznej

Julius Alfons Nikolai Szymanowski, Julij Karłowicz Szymanowski (ros. Юлий Карлович Шимановский, ur. 29 stycznia?/10 lutego 1829 w Rydze, zm. 13 kwietnia?/25 kwietnia 1868 w Kijowie) – rosyjski chirurg pochodzenia polsko-niemieckiego,  profesor Uniwersytetu Helsińskiego i Uniwersytetu Kijowskiego, pomysłodawca wielu technik chirurgii plastycznej, m.in. operacji Kuhnta-Szymanowskiego. Autor podręcznika chirurgii Handbuch der Operativen Chirurgie (1870). Zbiór jego wierszy Was ich gelebt: Lieder został wydany pośmiertnie (pod pseudonimem Julius Steinborn).

## Życiorys
Urodził się w Rydze jako syn urzędnika Carla Szymanowsky’ego i jego żony Helene z domu Kutzky. Przodek Szymanowskiego był Polakiem, został wysłany do Kurlandii z misją dyplomatyczną. W dalszych pokoleniach zawierano małżeństwa z Niemkami i rodzina przeszła na protestantyzm. Julius nie znał języka polskiego. Od 11. roku życia uczęszczał do gimnazjum w Rewlu i ukończył je z wyróżnieniem (otrzymał stypendium w wysokości 90 rubli). Gdy miał około 12 lat, jego ojciec stracił majątek i chłopiec zdecydował, że będzie od tej pory samodzielnie dbał o swoje utrzymanie. Jako uczeń gimnazjum przejawiał wiele talentów i zainteresowań, zajmował się malarstwem i poezją, założył też razem ze szkolnymi kolegami ochotniczą straż pożarną. Nie miał jednak talentu językowego i słabo sobie radził nawet z językiem rosyjskim.
Od 1850 studiował medycynę na Uniwersytecie Dorpackim; jego nauczycielem chirurgii był Georg Adelmann i pod jego wpływem zdecydował się specjalizować w tej dziedzinie. Podczas wojny krymskiej, gdy Adelmann został skierowany rozkazem cara do Rewla, Szymanowski razem z trzema innymi uzdolnionymi studentami pomagał w opatrywaniu francuskich i angielskich jeńców. W latach studenckich zajmował się m.in. gimnastyką, odbywał dalekie piesze wędrówki i pisał poezje. Dał się również poznać jako utalentowany wynalazca i obmyślił m.in. nowy model piły chirurgicznej, opisany przez niego w dysertacji doktorskiej.
Po ukończeniu studiów w październiku 1856 pracował jako asystent w klinice chirurgicznej, 30 maja 1857 został Privatdozentem. W latach 1858–61 profesor nadzwyczajny chirurgii na Uniwersytecie w Helsinkach i konsultant w szpitalu wojskowym Sveaberg.
Od 1861 profesor nadzwyczajny na Kijowskim Uniwersytecie Cesarskim. W 1863 jako chirurg wojskowy służył w rosyjskich oddziałach tłumiących powstanie styczniowe.
W 1866 zachorował na nowotwór jądra. Jesienią 1866 napisał do swojego nauczyciela Adelmanna z prośbą o konsultację, ale ten, wyruszywszy do Kijowa, w drodze zachorował i musiał zawrócić do Dorpatu. Wtedy Szymanowski zwrócił się z prośbą o operację do Pirogowa, który przeprowadził resekcję guza. Dwa tygodnie później Szymanowski przeszedł kolejną operację wykonaną przez Karawajewa. Na początku 1868 roku krwioplucie zdradziło obecność przerzutów do płuc. Guz dał przerzuty także do kości ramienia i do żołądka. W marcu w liście do swojego współpracownika Uhdego pisał, że jest już „jedną nogą w grobie”. Zmarł nagle, o 1. po południu 25 kwietnia tego roku, rzekomo z powodu udaru mózgu spowodowanego zatorem. Pochowany jest na cmentarzu Bajkowa w Kijowie. Wspomnienia o nim napisali Walther i Fumagalli.
Odznaczony m.in. Medalem za Stłumienie Polskiego Buntu (1864), Orderem Świętego Stanisława III klasy (1859), Orderem św. Anny III klasy (1862) i II klasy (1866).
27 sierpnia 1860 roku w Helsinkach ożenił się z Adelaide von Rambach, córką pułkownika artylerii. Ich syn Wsiewołod (1866–1934) był zasłużonym pszczelarzem.

## Dorobek naukowy

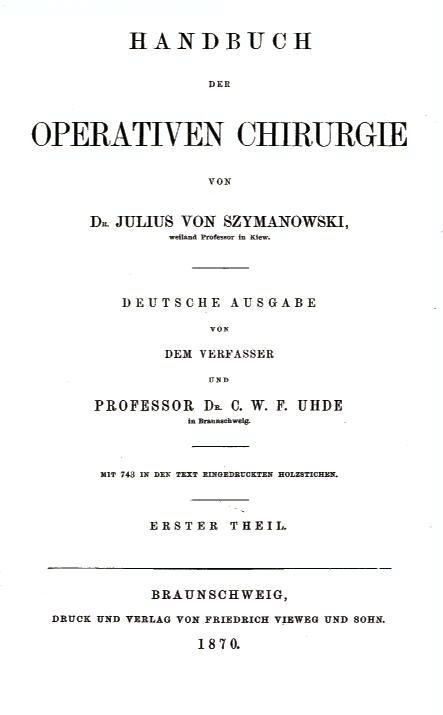
Strona tytułowa podręcznika Szymanowskiego

Głównym zainteresowaniem Szymanowskiego była chirurgia plastyczna. Jego podręcznik Handbuch der Operativen Chirurgie uważany jest za jedną z najważniejszych opublikowanych w XIX w. prac w tej dziedzinie. Własnoręcznie wykonane przez niego ryciny były później wykorzystywane przez innych chirurgów plastycznych (m.in. Kollego i Davisa) do zilustrowania ich własnych książek.
Wprowadzoną przez Szymanowskiego operację korekty wywinięcia powieki, zmodyfikowaną przez Hermanna Kuhnta, nazwano operacją Kuhnta-Szymanowskiego.
Rynoplastyce i jej historii poświęcił odrębną monografię, wydaną w Dorpacie w 1857 roku. Dokonał w niej niemal kompletnego przeglądu 225 opisanych w literaturze medycznej rekonstrukcji nosa i technik stosowanych przez poprzedników – Branki, Bojaniego, Tagliacozziego, Lucasa, Rusta, von Graefego, Carpue, Reinera, Büngera, Dieffenbacha, Pirogowa, Müttera, Pancoasta i Adelmanna. W 1857 opublikował też na łamach praskiego „Vierteljahrschrift für die praktische Heilkunde” swój pierwszy artykuł na temat chirurgii plastycznej; proponował w nim drobne modyfikacje zabiegów rynoplastyki i cheiloplastyki. Opisał przypadek wrodzonego rozszczepu podniebienia miękkiego współwystępującego z wadą przedniej ściany gardła.
Innym obszarem zainteresowań Szymanowskiego była desmurgia, której poświęcił mały atlas wydany w 1857 roku w Dorpacie i rok później w Rewlu. W książce tej przedstawił i zilustrował większość z różnorodnych technik opatrunków stosowanych w tym czasie.
W lecie 1859 przetłumaczył i ulepszył podręcznik Pirogowa o anatomii chirurgicznej tętnic i powięzi. W tym czasie opublikował też serię artykułów poświęconych różnym technikom amputacji.
W 1862 przedstawił wynalazek przyrządu nazwanego przez siebie „somatometrem”, mającego służyć pomiarom antropometrycznym.
W jego dorobku znajdywały się także doniesienia kazuistyczne i obserwacje z wielu innych działów chirurgii: przepuklin pachwinowych, nieprawidłowości narządów płciowych u bezpłodnych par małżeńskich, techniki i powikłań tracheotomii.

## Prace
- Additamenta ad ossium resectionem : dissertatio inauguralis / quam consensu et auctoritate gratiosi medicorum ordinis in Universitate Literarum Caesarea Dorpatensi ad gradum doctoris medicinae rite adipiscendum loco consueto palam defendet auctor Julius Szymanowski. Dorpati Liv: typ. viduæ J. C. Schünmanni et C. Mattieseni, 1856. Brak numerów stron w książce
- Adnotationes ad rhinoplasticen : commentatio / quam consensu et auctoritate gratiosi medicorum ordinis in Universitate Literarum Caesarea Dorpatensi ad veniam legendi rite impetrandam palam defendet auctor Julius Szymanowski. Dorpati Liv: typ. viduæ J. C. Schünmanni et C. Mattieseni, 1857. Brak numerów stron w książce
- Der Gypsverband, mit besonderer Berücksichtigung der Militair-Chirurgie. St. Petersburg: Eggers & Co., 1857. Brak numerów stron w książce
- Desmologische Bilder zum Selbstunterricht: 198 Abbildungen auf 27 Tafeln / von Dr. Szymanowski, Privatdocent an der Kaiserlichen Universität zu Dorpat, Assistent-Arzt der chir. Klinik daselbst ; auf Stein gezeichnet von C. Schulz. Dorpat: 1857. Brak numerów stron w książce
- Beiträge zur Resection der Knochen. „Zeitschrift für klinische Medicin”. 8, s. 1–35, 1857.
- Mit Wiederkehr der Functionsfähigkeit der Hand. „Medizinische Zeitung Russlands”. 14, s. 179–181, 1857.
- Desmologische Bilder für Ärzte und Studierende, 2. Auflage. Reval: F. Kluge, 1858. Brak numerów stron w książce
- Zur plastischen Chirurgie. „Vierteljahrschrift für die praktische Heilkunde”. 60, s. 127-152, 1858.
- Resection des Fusses, eine Modification der Pirogoff'schen Osteoplastik. „Medizinische Zeitung Russlands”. 16, s. 73-76, 1859.
- Beitrag zur Amputation nebst Erfahrungen über die Immersion und Irrigation. „Vierteljahrschrift für die praktische Heilkunde”. 65, s. 55–101, 1860.
- Reise-Skizzen aus den chirurgischen Kliniken Deutschlands. „Medizinische Zeitung Russlands”. 17, s. 17; 25; 33; 41, 1860.
- Zur conservativen Chirurgie. „Deutsche Klinik”. 12, s. 211–214, 1860.
- Ueber Resectionen und Transplantation des Periosts bei Amputationen. W: Amtlicher Bericht über die fünf und dreissigste Versammlung Deutscher Naturforscher und Ärzte in Königsberg in Preussen im September 1860. Hrsg. v. v. Wittich und Wagner. Königsberg: 1861, s. 193–196.
- Der Tod durch Erstickung vermittelst eines Knebels aut durch Branntwein (ein Alkoholungsglück): eine Skizze aus der gerichtsärztlichen Praxis im Lichte chirurgischer Erfahrungen. Simelius, Helsingfors 1861 78 ss.
- Pirogoff N: Chirurgische Anatomie der Arterienstämme und Fascien, neu bearbeitet von J. Szymanowski. Leipzig u. Heidelberg: 1861. Brak numerów stron w książce
- Kritik der partiellen Fussamputationen gestüzt auf eine neue anatomische Deutung der Architectur des Fusses. „Archiv für klinische Chirurgie”. 1, s. 366–407, 1861.
- Ein Somatometer und dessen Anwendung. „Vierteljahrschrift für die praktische Heilkunde”. 76, s. 1–25, 1862.
- Ueber Gyps und Wasser in der Chirurgie. „Archiv der Heilkunde”. 3, s. 339; 395, 1862.
- Zur Casuistik der chirurgischen Plastik. „Archiv der Heilkunde”. 3, s. 517–529, 1862.
- Краткое руководство к практическим упражнениям в десмологии для врачей и студентов. Киев: Унив. тип., 1862
- Гипсовая повязка. 1, 2, 3. История неподвижных повязок. [Соч.] Ю. Шимановского. Пер. с нем. Н. Гейнац. Последнее упрощение неподвижной повязки и употребление гипсовой повязки на различных частях тела / Сост по указаниям Ю. Шимановского лекарем Шатковским. Гипсовая повязка на поле сражения и проект улучшения средств для транспорта раненых / Сост. под руководством Ю. Шимановского лекарем Кишко-Жгерским. Санкт-Петербург: тип. Я. Трея, 1863
- Klinische Erfahrungen über die partielle Brustbein-Resection. „Deutsche Klinik”. 15, s. 306-308, 1863.
- Rectovaginalfistel; neues Nadelinstrument; Application Sülzerscher Klammern in der Scheide; künstlicher Prolapsus, ani gegen sonst unoperirbare Rectovaginalfistel. „Vierteljahrschrift für die praktische Heilkunde”. 83, s. 13–19, 1864.
- Die Verachsung des weichen Gaumens mit der hintern Pharynxwand. „Vierteljahrschrift für die praktische Heilkunde”. 81, s. 59–67, 1864.
- Nachtrag zu dem im 81. Bande veröffentlichten Aufsatze: Verwachsung des weichen Gaumens mit der hintern Pharynxwand. „Vierteljahrschrift für die praktische Heilkunde”. 82, s. 142–144, 1864.
- Ueber einige erworbene und angeborene Fehler in und an den Genitalien kinderloser Eheleute. „Vierteljahrschrift für die praktische Heilkunde”. 83, s. 1–30, 1864.
- Оперативная хирургия. Киев: тип. Ун-та св. Владимира, 1864
- Операции на поверхности человеческого тела: С атласом, содержащим на 108 табл. 602 рис. Киев: тип. И. и А. Давиденко, 1865
- Ueber Neurektomie und Nervennaht. „Vierteljahrschrift für die praktische Heilkunde”. 88, s. 52-71, 1865.
- Ueber die Resection des Hüftgelenkes. „Archiv für klinische Chirurgie”. 6, s. 787–790, 1865.
- Hernia lateralis (!) cerebri [in einem Falle die Encephalocele erst bei der Operation erkannt, letztere noch mit Erhaltung des Lebens unterbrochen, in einem zweiten Falle die Diagnose schon durch die Hautbedeckungen möglich]. „Archiv für klinische Chirurgie”. 6, s. 560–572, 1866.
- Ueber die Gritti'sche Operation. „Centralblatt für die medicinischen Wissenschaften”. 4, s. 2–4, 1866.
- Die Rechtfertigung der Gritti'schen Operation durch Wort und That. „Vierteljahrschrift für die praktische Heilkunde”. 90, s. 36–73, 1866.
- Erfolgreiche Olecranon- und Patella-Transplantationen. „Centralblatt für die medicinischen Wissenschaften”. 4, s. 529–531, 1866.
- Die 'Wilde' Amputation in unseren Tagen. „St. Petersburger medicinische Wochenschrift”. 11, s. 321–342, 1866. 13, ss. 45–52 (1867)
- Noch ein Wort über den Gypsverband, dem fälschlich genannten 'Faullenzer in der Chirurgie'. „Berliner klinische Wochenschrift”. 4, s. 371, 1867.
- Die methodische Gliedabnahme. „Deutsche Klinik”. 19, s. 27, 1867.
- Würdigung der physikalischen Gesetze beim Eisenbahnapparat. „Berliner klinische Wochenschrift”. 5, s. 121, 1868.
- Военно-хирургические письма. Киев: Е.Я. Федоров, 1868
- Was ich gelebt: Lieder. Meyer, 1868. Brak numerów stron w książce
- Der Inguinaltestikel. „Vierteljahrschrift für die praktische Heilkunde”. 98, s. 56–71, 1868.
- Handbuch der operativen Chirurgie. Deutsche Ausg. von dem Verfasser und C. W. F. Uhde. Braunschweig: F. Vieweg u. Sohn, 1870. Brak numerów stron w książce